# José Medellín
José Ernesto Medellín, född 4 mars 1975 i Nuevo Laredo, Tamaulipas, död 5 augusti 2008 i Texas (avrättad), var en mexikansk medborgare som avrättades av delstaten Texas i USA. Medellín dömdes för mord och våldtäkt som utfördes 1993. Domen uppmärksammades då USA anklagades för att ha brutit emot Wienkonventionen(en), Förenta nationernas generalsekreterare har vädjat till USA att inte avrätta Medellín och Internationella brottmålsdomstolen i Haag har två gånger de senaste fem åren yttrat sig att nya förhandlingar krävs för Medellín och ytterligare 50 mexikanska medborgare som är dömda för brott i USA.
Mexiko har även lämnat diplomatiska protesterat emot behandlingen av deras medborgare och USA:s åsidosättande av internationella överenskommelser.

## Bakgrund
Medellín växte upp i fattigdom Mexiko och utsattes för påverkan av kriminella gäng då han vid nio års ålder anslöt sig till sina föräldrar i Houston. Han led även av depression och alkoholberoende.

## Brottet
Medellín dömdes för att den 24 juni 1993 tillsammans ytterligare fem gängmedlemmar våldtagit och mördat de då 16 respektive 14 år gamla flickorna Elizabeth Pena och Jennifer Ertman. Flickorna utsattes för upprepade våldtäkter under två timmar varefter de ströps, deras kvarlevor hittades efter två dagar.
Flickorna skall ha mördats för att förhindra att de identifierade gärningsmännen, Medellín skall själv ha strypt den ena flickan med hennes skosnöre. José Medellín greps fem dagar efter morden och skrev under ett erkännande efter att fått den varning poliser i USA läser upp för misstänkta brottslingar. 
Medellín dömdes för våldtäkt och mord och fick sin dödsdom 1994. Dock upplystes aldrig Mexiko av Texas att en mexikansk medborgare hade gripits, Mexiko fick kännedom om detta först fyra år senare, då hans skuld redan fastställts och dödsdom avkunnats.
Ytterligare två gängmedlemmar avrättades, två medlemmar fick sina straff omvandlade till livstids fängelse.  Vernacio Medellín, Josés bror och den sjätte gärningamannen avtjänar ett fyrtioårigt fängelsestraff.

## Rättegången
Enligt det överklagande som gjorts skall den advokat som var ansvarig för försvaret av Medellín vid tiden före rättegången varit avstängd i sex månader för att agerat oetiskt i ett tidigare mål. Advokaten greps i en domstol för att ha överträtt sin avstängning, tid som advokaten skulle tillbringat med att förbereda försvaret av Medellín skall istället ha tillbringats med att undvika fängelse för egen del.
Försvaret skall ha tillbringat endast åtta timmar med ta fram bevis till Medellíns försvar. Vid avgörandet av Medellíns skuld kallades inga vittnen och när straffet skulle avgöras använde försvaret två timmar för att redovisa förmildrande omständigheter.

## Haag
År 2003 stämde Mexiko USA inför Internationella brottmålsdomstolen i Haag för att USA inte informerat 51 gripna mexikanska medborgare om deras rättighet att enligt Wienkonventionen informera sin nations konsulära beskickning. Samtliga 51 hade gripits av delstater i USA för att ha begått brott i USA. Medellíns namn fanns med i denna stämning.
31 mars 2004 kom Internationella brottmålsdomstolen i Haag med domslutet In the Case Concerning Avena and Other Mexican Nationals (Mex. v. U. S.), 2004 I.C.J. 12 där det slogs fast att de 51 mexikanska medborgarna hade rätt till konsulärt bistånd och att rättegångarna måste öppnas på nytt och de dömda skall ha rätt till nya bedömningar.
President Bush uttryckte sig att han inte delade domstolens utslag, men klargjorde att USA skall leva upp de förpliktelser som är ingångna

### Avena Case Implementation Act
14 juli lades ett lagförslag fram inför representanthuset, där utländska medborgare med liknande fall som Medellín garanteras de rättigheter som domstolen i Haag kritiserat USA för. Förslaget har remitterats till ett utskott. Ett liknande lagförslag har lagts fram för införande i Texas straffsystem då det skall ses över under 2009.

## Överklagande
Medellín gjorde flera överklaganden, dels till Texas domstol för överklagan vid brottmål (engelska:Texas Court of Criminal Appeals) samt till USA:s högsta domstol för att USA brutit mot Wienkonventionen.
2003 lämnade Medellín in en överklagan till den federala distriktsdomstolen över södra Texas (en:United States District Court for the Southern District of Texas). Domstolen avslog överklagandet med motiveringen att detta skulle ha framförts vid rättegången och inte vid överklagandet.
Därefter överklagade Medellín till United States Court of Appeals for the Fifth Circuit och hänvisade till utslaget från Haag Avena and Other Mexican Nationals (Mex. v. U. S.), även denna domstol avslog överklagan.

### Högsta domstolen
Första maj 2007 beslutade Högsta domstolen att ta upp fallet. Bushadministrationen informerade domstolen om USA:s skyldighet att leva upp till internationella åtaganden.
25 mars 2008 kom domstolen med sitt utslag i fallet Medellín v. Texas slog Högsta domstolen fast att en internationell konvention inte är giltig mot delstaterna om den inte fastställts genom lag av kongressen.
Samtidigt kommenterade rättens ordförande John Roberts att presidenten försökt skapa en bindande internationell överenskommelse genom den verkställande makten och inte genom den lagstiftande.
Även domare Sharon Keller i Texas hade tidigare uttryckt sig irriterad över att presidenten lägger sig i rättsskipningen i en amerikansk delstat.
Röstsiffrorna blev sex mot tre (domare John Paul Stevens hade en avvikande åsikt, men anslöt sig inte till de som röstade emot).
Minoriteten vars åsikt framfördes av Stephen G. Breyer anförde att om avrättningen tillåts bryter USA mot sina internationella åtaganden. 
| ”                         | ...to permit this execution to proceed forthwith places the United States irremediably in violation of international law and breaks our treaty promises. | „ |
| – Minoritetens anfönande, | |   |

## Amnesty
Även Amnesty International kritiserade USA och uppmuntrade allmänheten att skicka en vädjan till Texas guvernör Rick Perry.

## Avrättningen
Avrättningen var planerad att ske klockan 18:00 (CST), men sköts upp i väntan på ytterligare ett överklagande som Medellíns advokater gjort under tisdagskvällen till USA:s högsta domstol. Det sista överklagandet gällde att skjuta upp avrättningen till dess att kongressen beslutat vad som skall gälla i situationer som den för Medellín.
Texas guvernör Rick Perry vägrade låta sig påverkas av påtryckningar vare sig från Washington D.C. eller Mexiko, utan menade att tortyren, våldtäkten och morden på de två tonåringarna för 15 år sedan rättfärdigar dödsstraff.
I ett sista uttalande bad Medellín om ursäkt för de smärtor han orsakat offren.
| ”                                  | I'm sorry that my actions brought you pain. I hope this brings the closure to what you seek. Don't ever hate them for what they do. Never harbor hate. | „ |
| – José Medellíns sista uttalande., | |   |

Medellín avrättades 5 augusti 2008 med en giftinjektion i Huntsville, Texas och dödförklarades klockan 21:57 (CST)  bara minuter efter att Högsta domstolen avslagit hans sista överklagande.

## Bakgrund

### Wienkonventionen
Wienkonventionens artikel 36 stadgar att om en utländsk medborgare grips, skall dennes ambassad eller konsulat meddelas. USA anslöt sig till Wienkonventionen 1967.

### Konstitutionen
Konstitutionen kan tolkas som alla fördrag måste vara lag för att vara gilitga och det är endast kongressen som kan stifta lagar.
| ”                                                        | This Constitution, and the Laws of the United States which shall be made in Pursuance thereof; and all Treaties made, or which shall be made, under the Authority of the United States, shall be the supreme Law of the Land; and the Judges in every State shall be bound thereby, any Thing in the Constitution or Laws of any State to the Contrary notwithstanding. | „ |
| – Artikel VI USA:s konstitutionen (utdrag), en wikipedia | |   |